# 格倫·格羅斯曼
格倫·格羅斯曼（英語：Glenn Grothman；1955年7月3日—）是美国的一位政治人物。他的黨籍是共和黨。自2015年開始，他是威斯康辛州第六國會選區選出的聯邦眾議員。2014年，格羅斯曼宣布他將參與共和黨內眾議院議員提名初選。